# Kanton Saint-Denis-1 (Seine-Saint-Denis)
Kanton Saint-Denis-1 is een kanton van het Franse departement Seine-Saint-Denis. Het kanton werd gevormd ingevolge het decreet van 21 februari 2014, met uitwerking op 22 maart 2015, en maakt deel uit van het arrondissement Saint-Denis.

## Gemeenten
Het kanton Saint-Denis-1 omvat enkel een deel van gemeente Saint-Denis